# Хренов (Волынская область)
Хренов (укр. Хренів) — село в Нововолынской городской общине Владимирского района Волынской области Украины.
До 2020 года входило в Иваничевский район.
Код КОАТУУ — 0721181205. Население по переписи 2001 года составляет 343 человека. Почтовый индекс — 45320. Телефонный код — 3372. Занимает площадь 4,7 км².